# Jolóbovo
Jolóbovo (en rus: Жолобово) és un poble de l'óblast de Vladímir, a Rússia. L'any 2010 estava deshabitat. Pertany al districte de Viàzniki.